# Karen Simensen
Karen Simensen, da sposata Karen Klæboe (Oslo, 26 agosto 1907 – Oslo, 13 luglio 1996) è stata una pattinatrice artistica su ghiaccio norvegese.

## Palmarès
| Evento                    | 1927 | 1928 |
| ------------------------- | ---- | ---- |
| Giochi olimpici invernali |      | 16°  |
| Campionati mondiali       | 3°   |      |